# عبد اللطيف بن عبد القادر الخزندار
عبد اللطيف بن عبد القادر الخزندار (1875 - 1951م) (1292 - 1370هـ) فقيه مسلم وقاضي وشاعر سوري. ولد في حلب وحفظ القرآن ودرس الفقه والحديث والتفسير وعلوم اللغة العربيّة. عيّن خطيبًا في الجامع الأموي في حلب، ثم رئيسًا لكتّاب المحكمة الشرعية في أحد الأقضية القريبة منها، ثم قاضيًا شرعيًّا في المعرّة، وإدلب وغيرهما. عين عضوًا في الدائرة الشرعية لمحكمة التمييز العليا. له ديوان شعر ورسالتان في علم التجويد والبديع. توفي في دمشق.

## سيرته
ولد عبد اللطيف بن عبد القادر الخزندار سنة 1292 هـ/ 1875 م في مدينة حلب بولاية حلب العثمانية في أسرة أصله من المدينة المنورة. تعلم في حلب ودمشق وحمص وحفظ القرآن وأتم تجويده على عبد الرحمن بن رضوان المصري، ثم انتسب إلى المدرسة العثمانية والمدرسة الأحمدية، وأخذ الفقه والحديث عن عدد من علماء حلب، كما أخذ التفسير وعلوم العربية.

تولى خطابة في جامع حلب الكبير، ومشيخة القراء. عين قاضيًا شرعيًا في المعمرة 1922، قاضيًا في حلب 1931، وقاضيًا شرعيًا في دمشق 1941. عين عضوًا في الدائرظ الشرعية لمحكمة التمييز العليا بدمشق في 1941 حتى أحيل إلى التقاعد في 1944. كان عضوًا في البعثة العلمية لدار الخلافة الإسلامية بإسطنبول.
توفي عبد اللطيف الخزندار في دمشق سنة 1951 م / 1370 هـ.

## شعره
ذكره عبد العزيز البابطين في معجمه وقال عنه «شاعر مناسبات، وفقيه، نظم في عدد من الأغراض المرتبطة بثقافته الدينية ودوره الإرشادي والوعظي، غلب المديح النبوي على إنتاجه الشعري، وله مدائح للسلطان عبد الحميد، وتهاني لعدد من رجال عصره، ومرثية للشهيدين الطيارين فتحي بك وصادق بك مزج فيها بين الرثاء والفخر والوصف لبعض ملامح العصر.»

## مؤلفاته
- مولد الرسول، شعر
- إعلام شرعي، شعر
- رسالة في علم التجويد
- رسالة في النحو
- رسالة في علم البديع
- ديوان خطب
- غيض من فيض، مقالات
- عمر بن أبي ربيعة